# Max Lemke
Max Lemke (Heppenheim, 2 dicembre 1996) è un canoista tedesco, vincitore di tre medaglie d'oro consecutive ai campionati mondiali nella specialità K4 500 metri.

## Palmarès
| Anno | Manifestazione          | Sede             | Evento           | Risultato | Prestazione | Note |
| ---- | ----------------------- | ---------------- | ---------------- | --------- | ----------- | ---- |
| 2013 | Mondiali juniores e U23 | Welland          | K1 200m juonior  | 4°        | 36"266      |      |
| 2013 | Mondiali juniores e U23 | Welland          | K4 1000m juonior | 9°        | 3'04"762    |      |
| 2014 | Mondiali juniores e U23 | Seghedino        | K1 200m juonior  | Bronzo    | 36"090      |      |
| 2014 | Mondiali juniores e U23 | Seghedino        | K2 1000m juonior | Oro       | 3'162115    |      |
| 2015 | Giochi europei          | Baku             | K1 200m          | Finale B  | 37"075      |      |
| 2016 | Mondiali juniores e U23 | Minsk            | K1 200m U23      | 5°        | 36"275      |      |
| 2016 | Mondiali juniores e U23 | Minsk            | K2 200m U23      | Oro       | 32"066      |      |
| 2017 | Europei                 | Plovdiv          | K2 200m          | Bronzo    | 31"365      |      |
| 2017 | Mondiali                | Račice           | K4 500m          | Oro       | 1'17"734    |      |
| 2018 | Europei                 | Belgrado         | K4 500m          | Argento   | 1'18"573    |      |
| 2018 | Mondiali                | Montemor-o-Velho | K4 500m          | Oro       | 1'20"056    |      |
| 2019 | Giochi europei          | Minsk            | K4 500m          | Argento   | 1'32"541    |      |
| 2019 | Mondiali                | Seghedino        | K4 500m          | Oro       | 1'19"266    |      |
| 2020 | Olimpiadi               | Tokyo            | K4 500m          | Oro       |             |      |
| 2024 | Giochi olimpici         | Parigi           | K2 500m          | Oro       | 1'26"87     |      |
| 2024 | Giochi olimpici         | Parigi           | K4 500m          | Oro       | 1'19"80     |      |